# Ictalurus australis
The bagre del panuco (Ictalurus australis) là một loài cá thuộc họ Ictaluridae. Đây là loài đặc hữu của México.